# Hôtel du Righi vaudois

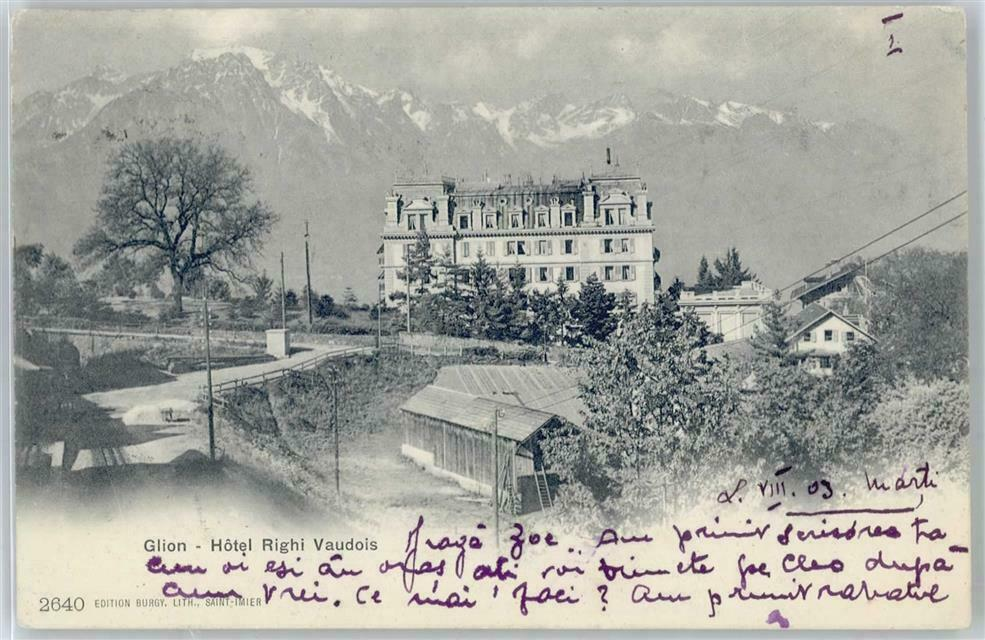
Bergseitige Fassade auf einer Postkarte von spätestens 1909

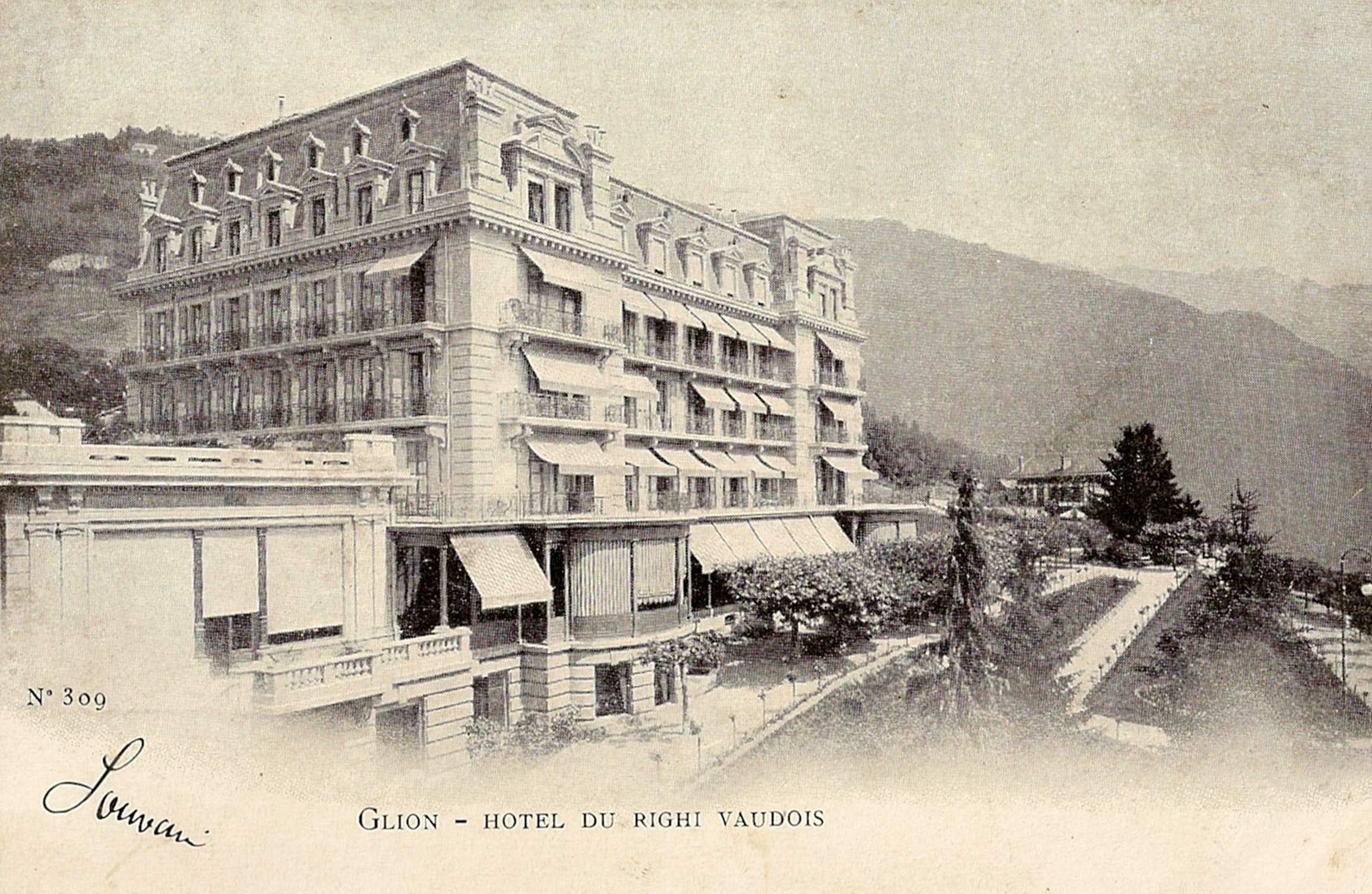
Seeseitige Fassade auf einer Postkarte, ca. 1920

Das Hôtel du Righi vaudois in Glion im Kanton Waadt ist ein Grand Hotel aus der Zeit der Belle Époque. Glion, welches heute zur Stadt Montreux gehört, war das Westschweizer Äquivalent des Kurorts Rigi-Scheidegg.

## Geschichte
1854 ließ Jacques Mirabaud (1784–1864), ein Genfer Finanzier und Mitbegründer der Schweizer Privatbank Mirabaud, in Glion eine Hotelpension in der Form eines Chalets errichten. Zehn Jahre nach der Eröffnung wurde neben dem Chalet ein weiteres, grösseres Gebäude errichtet. Das Hôtel du Righi vaudois war eines der ersten Hotels in Höhenlage über dem Genfersee. Nachdem das Hotel über die Jahre prominente Gäste beherbergt hatte, wurde es 1895 erneut erweitert. Das Chalet wurde im Zuge der Umbaumassnahmen abgerissen, und das Hotel erhielt seine heutige Gestalt. Der Schweizer Architekt Louis Henri Maillard war verantwortlich für Pläne. Ein neues Mansarddach mit Dachgauben, Veranden und einem Anbau für den Speisesaal waren die letzten Erweiterungen.
Die historistische Fassade des Gebäudes ist ein typisches Beispiel der damals in Montreux bevorzugten Hotelarchitektur. Das Hotel hatte neben dem Garten mehrere für Hotelgäste zugängliche Lounges, eine Badeanstalt und eine eigene Telegrafenlinie.
2020 wurde das Hotel, das seit 20 Jahren geschlossen war, von der saudischen Investment-Gruppe Saba-Partners übernommen.

## Das Hotel im Jahre 2024

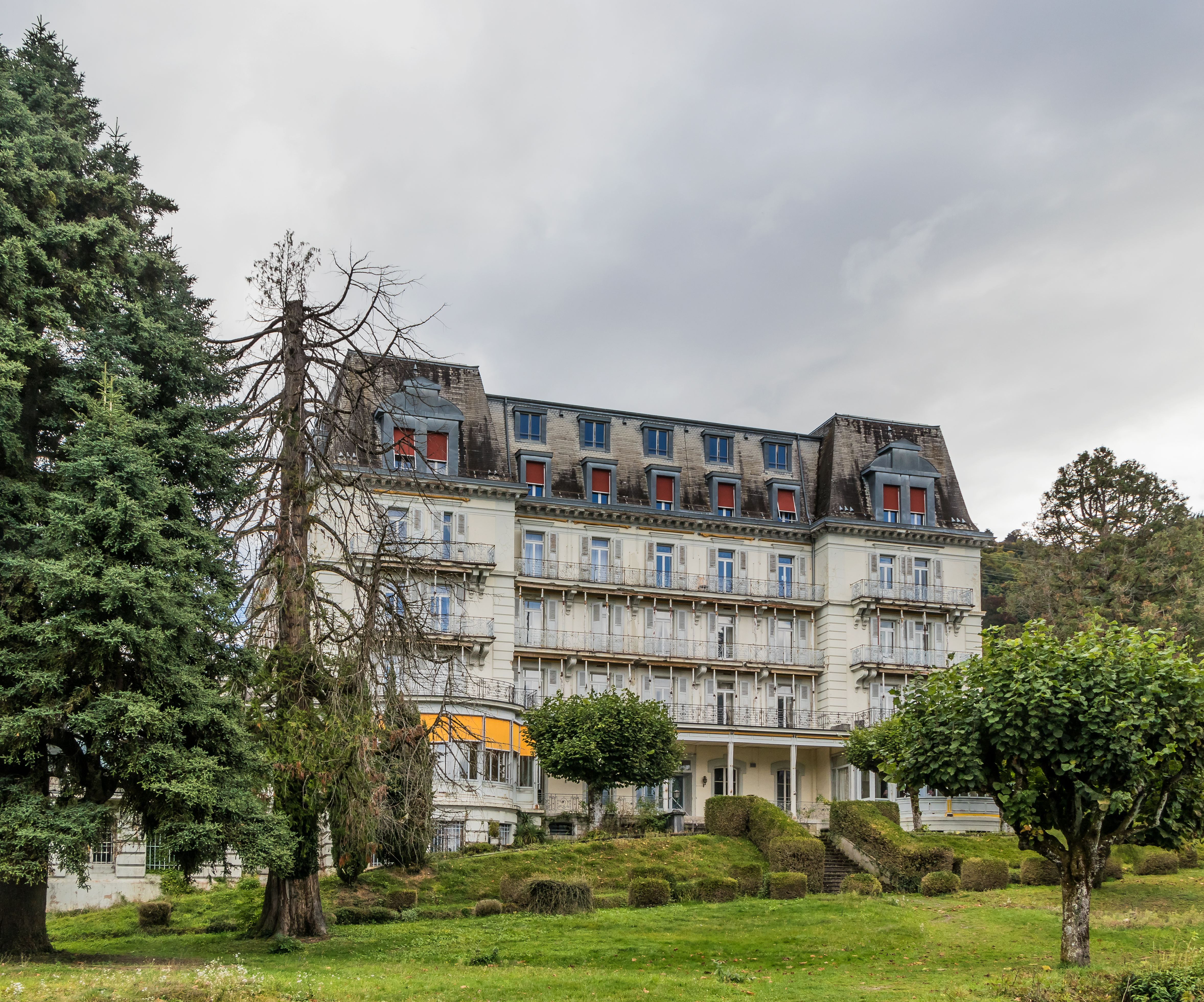
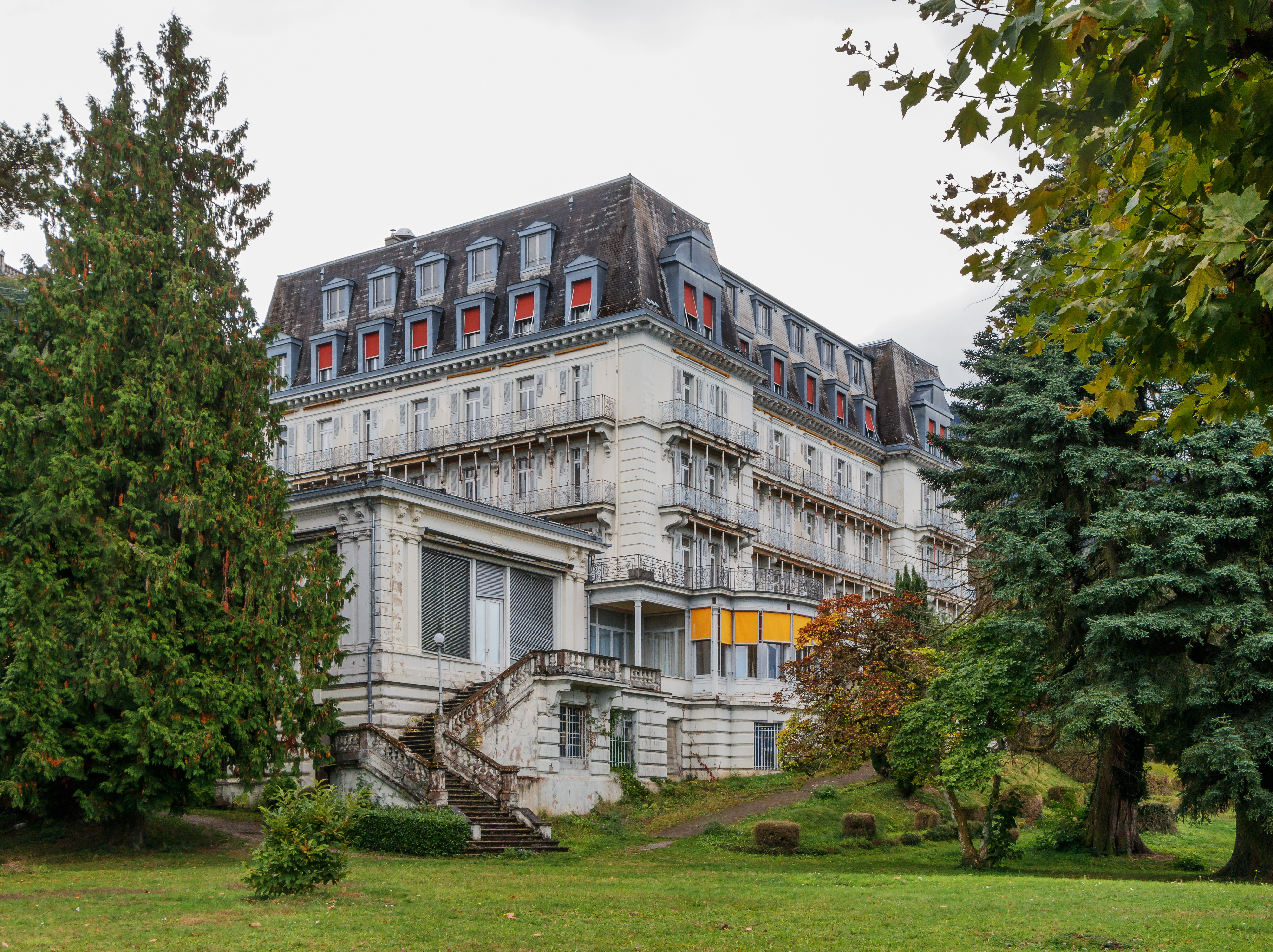
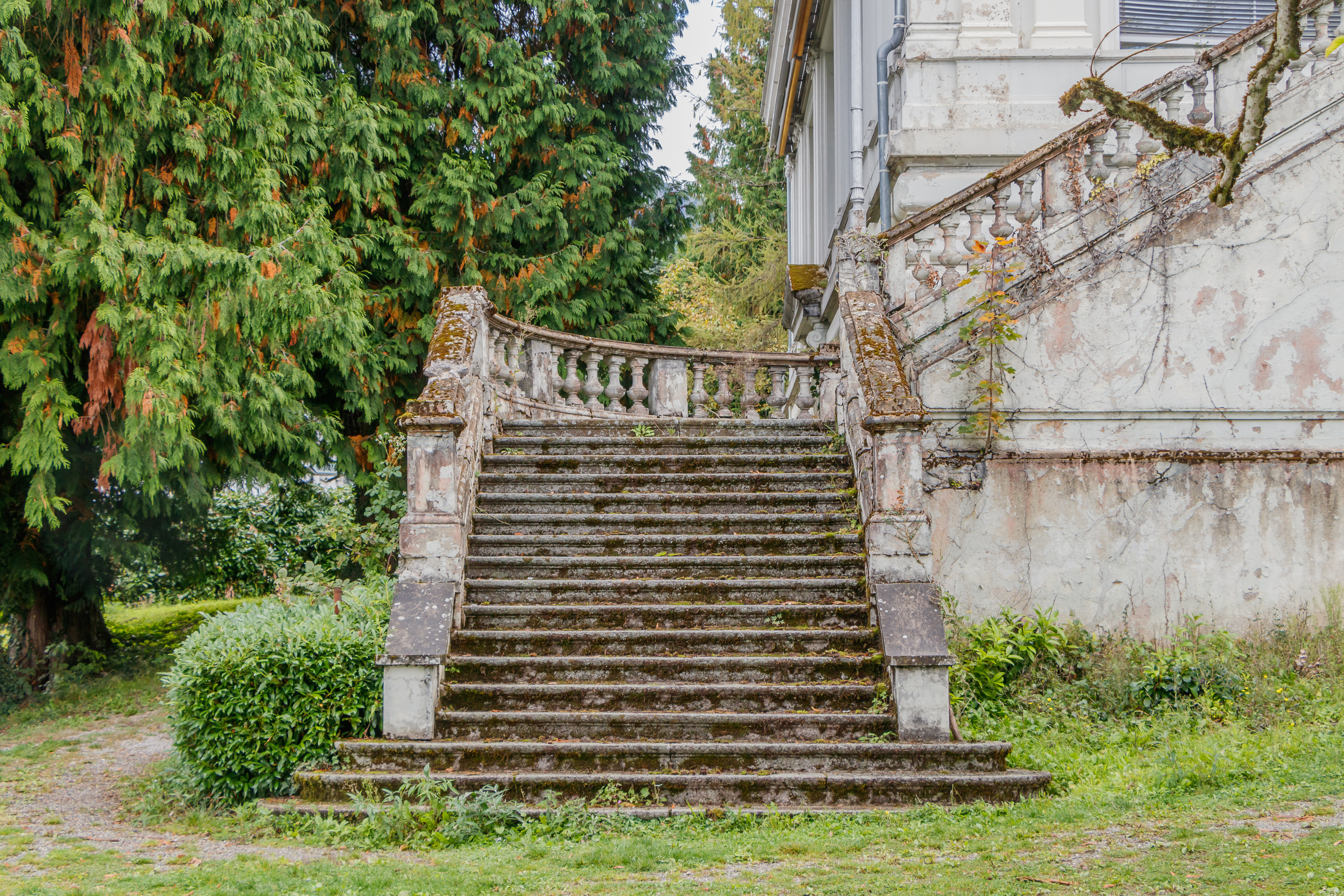

## Berühmte Gäste
- Elisabeth von Österreich-Ungarn
- Emma zu Waldeck und Pyrmont, Königin der Niederlande
- Constance Wilde; residierte mit den Kindern, die sie mit Oscar Wilde hatte, 1895 im Hotel, während ihr Mann in einen Prozess wegen Unmoral verstrickt war.[1][3]